# 1295 dans les croisades
- Mamelouks :          An-Nâsir Muhammad ben Qalâ'ûn, Al-Adil Zayn ad-Dîn Kitbugha al-Mansur

Cette page regroupe les évènements concernant les Croisades qui sont survenus en 1295 :
- 19 février : Traité de Tarascon (croisade d'Aragon)[1].
- 20 juin : Traité d'Anagni (croisade d'Aragon)[2].
- Héthoum II, roi d'Arménie se rend à la cour du khan mongol de Perse pour lui demander de l'aide face aux Mamelouks[3].